# Félix, o Eremita

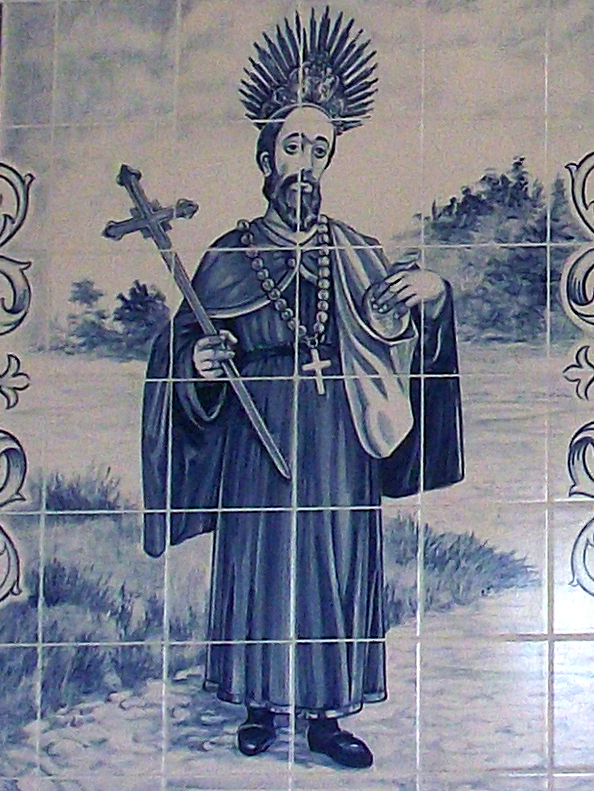
Azulejo de São Félix.

Félix, o Eremita (século IX) é uma personagem mítico-histórica que teria sido um pescador que vivia em Villa Mendo (na actual freguesia da Estela, Póvoa de Varzim), da época da reconquista cristã da região. São Felix é venerado tanto pela Igreja Católica Romana, como pela Igreja Católica Ortodoxa. 

## História
Quando Félix chegava a casa com as redes vazias de peixe, os pais castigavam-no, e então este decide retirar-se para o monte que hoje tem o seu nome — o monte de São Félix. 
Mais tarde e segundo a lenda, São Félix é levado a um local perto do monte por avisos celestes e encontra o corpo do bispo São Pedro de Rates que foi morto enquanto convertia os pagãos da região e dá-lhe sepultura, evento que terá dado origem à Igreja de São Pedro de Rates. Nada Mais se sabe sobre a vida do santo.